# Andrena argemonis
Andrena argemonis är en biart som beskrevs av Cockerell 1896. Andrena argemonis ingår i släktet sandbin, och familjen grävbin. Inga underarter finns listade i Catalogue of Life.